# Вісь обертання

Обертання сфери навколо осі

Ві́сь оберта́ння — лінія в просторі, відносно якої відбувається обертання. Також деталь механізмів, яка служить для фіксації обертання в просторі.

## Використання
Термін вісь обертання широко використовують в астрономії для опису характеристик обертання планет, зір, галактик та інших тривимірних об'єктів.